# BEST★SCANDAL
『BEST★SCANDAL』（ベスト・スキャンダル）は、SCANDALの1枚目のアルバムである。

## 内容
インディーズ時代を含むシングル7曲を収録した初のスタジオ・アルバム。タイトルには「SCANDALとしてBESTを尽くした」という意味が込められており、ベスト・アルバムではなくオリジナルアルバムである。
完全生産限定盤には箭内道彦プロデュースによるフォトブック、初回生産限定盤にはPVなどを収めたDVDが付属。タワーレコード購入者には、初回特典としてオリジナルピックが付いた。
「Ring!Ring!Ring!」はMAMIがリードボーカルを執っており、HARUNAがボーカル&タンバリン、TOMOMIがコーラスを担当した。冒頭「ランラン…」や「リンリン…」といったコーラスはRINAも参加している。

## 収録曲

### CD
1. SCANDAL BABY [5:04]
作詞：TOMOMI、田鹿祐一　作曲：田鹿祐一　編曲：川口圭太、田鹿祐一
2. 少女S [3:11]
作詞：TOMOMI　作曲：田鹿祐一　編曲：イイジマケン
3. DOLL [3:24]
作詞：TOMOMI　作曲：トキタサトシ　編曲：西川進、SCANDAL
4. 恋模様 [3:44]
作詞：HARUNA　作曲・編曲：MASTERWORKS
5. 夢見るつばさ [3:44]
作詞：SCANDAL、葉山愛次、久保田さちお　作曲：久保田さちお　編曲：星勝
6. アナタガマワル [4:19]
作詞：TOMOMI、一色徳保　作曲：一色徳保　編曲：A×S×E
7. スペースレンジャー [3:30]
作詞：TOMOMI、HARUNA　作曲：下畑良介　編曲：下畑良介、MASTERWORKS
8. Ring!Ring!Ring! [3:45]
作詞：MAMI、田鹿祐一　作曲：田鹿祐一　編曲：川口圭太、田鹿祐一
9. マボロシナイト [3:48]
作詞：SCANDAL、イイジマケン　作曲・編曲：イイジマケン
10. キミと夜と涙 [4:21]
作詞：RINA、田鹿祐一　作曲：田鹿祐一　編曲：江口亮
11. ひとつだけ [3:19]
作詞：HARUNA　作曲：蔦谷好位置　編曲：大久保友裕
12. SAKURAグッバイ [3:56]
作詞：TOMOMI、MASTERWORKS　作曲：MASTERWORKS　編曲：久保田光太郎
13. カゲロウ -album mix- [4:27]
作詞：TOMOMI、MASTERWORKS　作曲・編曲：Jin Nakamura

### DVD
1. スペースレンジャー
ディレクター：UGICHIN
2. 恋模様
ディレクター：UGICHIN
3. DOLL
ディレクター：UGICHIN
4. SAKURAグッバイ
ディレクター：UGICHIN
5. 少女S
ディレクター：品川ヒロシ
6. BEAUteen!!
ディレクター：豊田京太郎
7. 夢見るつばさ
ディレクター：品川ヒロシ
8. デビュー直前!（アメリカ-フランス-香港）密着ドッキリ丸秘報告（S.L.Magic編）
ディレクター：住田拓英
9. デビュー直前!（アメリカ-フランス-香港）密着ドッキリ丸秘報告（恋の果実編）
ディレクター：住田拓英
10. 少女S (making)
11. 夢見るつばさ (making)